# 普费弗尔巴赫
普费弗尔巴赫是德国莱茵兰-普法尔茨州的一个市镇。总面积11.28平方公里，总人口951人，其中男性468人，女性483人（2011年12月31日），人口密度84人/平方公里。